# Центр двухпартийной политики
Центр двухпартийной политики (Bipartisan Policy Center, BPC) — некоммерческий аналитический центр, находится в Вашингтоне, округ Колумбия. Является единственным аналитическим центром Вашингтона, который объединяет и продвигает двухпартийность. Здесь сотрудничают должностные лица, учёные, бизнес-лидеры, политики, которые представляют как республиканцев, так и демократов. Миссия и цель центра — укрепление безопасности, здоровья и создание новых возможностей для всех американцев с учетом консенсуса, найденного в ходе переговоров между двумя партиями. Центр работает над решением проблем в области энергетики, здравоохранения, национальной безопасности, экономики, иммиграции, инфраструктуры, образования и управления.

## История создания
Предшественницей Центра была Национальная комиссия по энергетической политике, основанная в 2002 году – именно на её основе был создан нынешний энергетический проект в рамках деятельности BPC. Сам центр основали в 2007 году партийные лидеры Сената:
- Говард Бейкер
- Том Дэшл
- Боб Доул
- Джордж Дж. Митчелл

Основатель и действующий президент – Джейсон Грумет.

## Мероприятия
В 2009 году BPC работал над проектом «Лидеры в области здравоохранения США» и опубликовал доклад о реформировании системы здравоохранения страны. Создатели проекта предложили планы, в которые входило создание страховых бирж, снижение затрат.
В 2010 был выпущен доклад «Восстановление будущего Америки», в котором обсуждались дебаты по поводу государственного долга.
В 2011 году Центр создал Жилищную комиссию, которая опубликовала свои рекомендации по поводу реформирования жилищной политики страны в 2013 году.
В 2012 году Центр организовал мероприятие под названием «Век служения», посвящённое основателям организации Говарду Бейкеру и Бобу Доулу.
В 2013 году Центр создал Комиссию по политическим реформам, целью которой было расследование причин партийного политического расколы в стране. Более года члены комиссии, тридцать американцев, представляющих разные политические течения, проводили национальные опросы по всей стране, чтобы разработать рекомендации для реформ.
В 2015 году Центр учредил Премию «Патриот Конгресса», которой награждают каждые два года двух действующих или бывших представителей Палаты США, одному демократу и одному республиканцу. Выбор номинантов осуществляется на основании их патриотической деятельности. Первые награды получили Сэм Джонсон и Джон Льюис в 2016 году.
Финансируется Центр благотворительными организациями и партнёрами-донорами.

## Области деятельности

### Экономика
Центр работает над проблемами американской экономики, в частности, рассматривает варианты укрепления пенсионной безопасности, продвижение устойчивой налогово-бюджетной политики и обсуждает вопросы, связанные с госдолгом США. В числе экспертов экономического проекта — старший вице-президент, Г. Уильям Хоугланд.

### Образование
Здесь Центр сфокусировался на двух направлениях: развитие детей с самого раннего возраста и улучшение системы высшего образования. Работает целевая группа по финансированию высшего образования. В проекте участвует Рик Санторум.

### Энергетика
Энергетический проект Центра рассматривает с политической точки зрения, что означают изменения в мировой энергетической карте для общественности, могут ли американцы использовать изобилие энергии, чтобы решать климатические вопросы. В проекте участвует бывший сенатор, республиканец Трент Лотт.

### Политика (проект доказательств)
Центром создана Комиссия по разработке политике на основе фактических данных. По мере разработки законодательства Конгрессом США, Комиссия центра даёт рекомендации по формированию политики, отслеживая действия исполнительной власти. Цель проекта – улучшить использование фактических данных о людях и домохозяйствах. В 2018 году был принят Закон о доказательствах, который позволит правительству принимать более обоснованные решения, учитывающие фактические интересы налогоплательщиков и деятельность Центра (отстаивание рекомендаций Комиссии, предоставление экспертной информации) сыграла важную роль в принятии Закона. В число экспертов входит политолог Рон Хаскинс.

### Финансовая реформа
Проект реформы финансового регулирования анализирует нынешнюю финансовую политику и стремится дать рекомендации, которые бы позволили добиться финансовой стабильности и экономического роста. В рамках проекта оценивается влияние предыдущих реформ, в том числе Закона Додда Франка о реформе Уолл-стрит 2010 года.

### Здравоохранение
Проект Центра по здравоохранению разрабатывает рекомендации с целью улучшения качества медицинской помощи, снижения затрат на неё, а также увеличение охвата граждан. Проект предполагает сделать медицину более доступной, реформировать медицинскую систему в области транспортировки и расходов. В проекте участвуют Том Дэшл и Билл Фрист.

### Жилищный проект
По мнению экспертов Центра, нынешняя федеральная жилищная политика не в состоянии ответить на существующие проблемы. Центр исследует возможности создания доступного и стабильного рынка жилья, который бы удовлетворял сегодняшним потребностям. В нём участвуют Мел Мартинес и Джордж Митчелл.

### Управление
Центр работает над проектом «Демократия», в рамках которого исследуется работа американского правительства и выдвигаются идеи для реформ в работе государственной администрации и Конгресса. Среди экспертов Трент Лотт и Майк Биб.

### Иммиграция
Целевая группа по иммиграции анализирует и сообщает общественности о том, в каком состоянии сейчас иммиграционная политика США. Проект по иммиграции – это разработка иммиграционной реформы, представляющей интересы двух партий. В числе экспертов группы – Джордж Митчелл и Майкл Чертофф.

### Инфраструктура
Этот проект помогает правительству с выявлением и анализом потребностей страны в объектах инфраструктуры. Исполнительный совет Центра – это рабочая группа, в которую входят руководители компаний и эксперты. Они разрабатывают рекомендации, которые касаются инвестиций в инфраструктурные проекты.

### Проект национальной безопасности
Здесь работают идеологические противники, которые стараются выработать общий взгляд на внешнюю политику и внутреннюю безопасность. Проекты в рамках этого направления рассматривают партнёрство США и Турции, конфликт ИГИЛ, ядерную программу Ирана, экстремизм, кибербезопасность В проекте работают Томас Кин и Джим Тэлент. В планах Центра в 2012 году было выделение 50 миллионов долларов на укрепление демократии в России путём поощрения оппозиционных и других неправительственных организаций. При этом и некоторые оппозиционеры (Сергей Митрохин, лидер партии Яблоко) и глава комитета Госдумы по противодействию коррупции Ирина Яровая видят в этом финансировании попытку дестабилизации страны и реализацию сценария давления США.